# Платонов, Анатолий Георгиевич
Анатолий Георгиевич Платонов (15 мая 1927 — 27 мая 2005) — советский и украинский художник, работал в области станковой живописи, член Союза художников СССР с 1967 года и Союза художников УССР с 1970 года. Народный художник Украины (1999).

## Биография
Родился 15 мая 1927 года в Херсоне. Участвовал в Великой Отечественной войне. С 1944 по 1951 год служил в Советской армии. В 1956 году окончил Одесское художественное училище имени М. Б. Грекова (учился у Григория Крижевского и Николая Павлюка). Член КПСС с 1964 года.
С 1957 года принимал участие в областных, республиканских, всесоюзных и международных выставках. Персональные выставки проходили в Киеве, Николаеве, Херсоне, за рубежом — в Болгарии, Германии, Польше, Венгрии. В 1985 году был издан каталог работ Платонова.
В основном работал в жанре пейзажа и натюрморта. Много путешествовал по СССР и за границей. Впечатление от поездок передал в сериях пейзажей: «Прибалтика», «Крым», «Седнев», «Болгария», «Архитектурные памятники Украины».
Первый председатель творческой организации Херсона, возглавлял её с 1971 по 1981 год. Дипломант Министерства культуры и искусств Украины и Национального Союза художников Украины 2001 года.
Жил в Херсоне в доме на улице Пионерской. Умер 27 мая 2005 года.

## Награды
- Орден Отечественной войны II степени (06.04.1985).
- Медаль «За трудовое отличие» (24.11.1960).
- Народный художник Украины (08.05.1999).
- Заслуженный художник Украины (1992).